# Belen Macías
Belén Macías Pérez (Tarragona, 1968) és una directora i guionista de cinema i televisió catalana.

## Biografia
És llicenciada en Ciències de la Informació per la Universitat Complutense de Madrid, diplomada per la Reial Escola Superior d'Art Dramàtic i va cursar Guió Cinematogràfic a l'Escola de Cinema i Televisió de San Antonio de los Baños (Cuba).
Els seus primers treballs van ser com a guionista de la sèrie de televisió Al salir de clase (1998). L'any 2000 va rodar el curtmetratge El puzle, en format 35 mm, i a l'any següent el curt Mala espina (2001), pel qual va rebre el Premi Ciutat d'Alcalá en el Festival de Curtmetratges d'Alcalá de Henares (Madrid).
La donzella (2002) és un segment audiovisual pertanyent al film col·lectiu Diminutos del calvario. Un any més tard va realitzar diversos capítols de la sèrie Un lugar en el mundo (2003) i en els anys següents va presentar els telefilms L'Atlántida (2005) i El monstruo del pozo (2007).
El 2008 va dirigir un capítol de la sèrie Hospital Central i va debutar en el llargmetratge amb El patio de mi prisión (2008), on un grup de preses encapçalat per Verónica Echegui forma en els anys 1980 un grup de teatre per fugir de la terrible realitat que comporta la falta de llibertat. L'òpera prima va ser produïda per El Deseo, dels germans Almodóvar, amb Candela Peña i Blanca Portillo. La pel·lícula va ser especialment ben acollida en la secció oficial del Festival Internacional de Cinema de Sant Sebastià.
Els següents treballs de Macías van ser en televisió dirigint 4 episodis de la sèrie La Señora (2009) i la seva continuació, 14 de abril. La República (2011), a més de la minisèrie La princesa de Éboli (2010), protagonitzada per Belén Rueda.
El 2014 va estrenar Marsella, un projecte que va trigar a materialitzar-se sis anys i que parla del retrobament d'una nena (Noe Fontanals) amb la seva mare biològica (María León) i el viatge que emprenen cap a França a la recerca del seu pare.
El 2016 va estrenar el seu tercer llargmetratge: Juegos de família protagonitzada per Juanjo Puigcorbé, Vicky Peña i Antonio Valero.
Belén Macías és membre de l'associació de dones cineastes CIM i reivindica el paper de la dona al cinema espanyol, «una minoria que només representa un 9 % de la indústria i que ha de lluitar per un protagonisme més gran».

## Filmografia
- El puzzle (2000) Curt
- Mala espina (2001) Curt
- Diminutos del calvario (2002) Curt
- Un lugar en el mundo (2003) TV Serie (8 episodios)
- La Atlántida (2005) TV Movie
- El monstruo del pozo (2007) TV Movie
- El patio de mi cárcel (2008) Llargmetratge
- Hospital Central (2008) TV Serie (1 episodi)
- El don de Alba (2008) TV Serie (1 episodi)
- La Señora (2009) TV Serie (4 episodis)
- La princesa de Éboli (2010) TV Serie (2 episodis)
- 14 de abril. La República (2011) TV Serie (3 episodis)
- Historias robadas (2012) Llargmetratge
- Marsella (2014) Llargmetratge
- Juegos de familia (2016) Llargmetratge
- Fugitiva (2018-¿?) TV Serie (¿? episodis)